# タイムリリース
タイムリリース (time release) とはコンピュータゲーム（主にゲームセンター用のアーケードゲーム）において、時間の経過に応じて新たな要素が解禁されることである。

## 概要
タイムリリースが初めて導入されたのはナムコの対戦格闘ゲームの『鉄拳2』においてである。基板内のメモリに累計稼働時間が記録され、それに応じて隠されたキャラクターが徐々に解禁される仕様になっていた。このようなタイムリリースによって解禁されるキャラクターを「タイムリリースキャラ」と呼ぶ。
隠しキャラクターや隠しモードはそれまでのゲームにも導入されていたが、解禁するための条件は特殊なコマンドを入力する必要があった。このような隠し要素は発見されるたびにゲーマーの間で話題となり、人気が衰えたゲームでも人気が再燃し商品寿命を伸ばす役に立った。しかし、コマンドの情報を知っているものとそうでないもので露骨に格差が生まれたり、知っていてもコマンド入力に失敗して意図しないキャラクターやモードなどを選択させられることもあった。
タイムリリースは要素が解禁された台であれば等しく隠れキャラクターを使うことができるというメリットがある。ただし、中にはタイムリリース解禁後にさらにプレイヤー側でコマンド入力が必要な場合もある。
また、稼働時間が規定に満たない基板（ハード、ソフト）であっても、店や地域ごとの入荷や稼動開始の時期の遅れによって生じる稼動時間と解禁率の格差を埋めるために、救済措置として「オペレーターコマンド」が搭載されている例もあり、この場合は特定のコマンドを入力することで解禁することもできる。ただし、オペレーターコマンドはテスト画面で入力する必要があるため、客側で解禁することはできず、オペレーター（ゲームセンターの店員）の協力が必要となる。また、タイムリリースが導入されている全てのゲームにおいてオペレーターコマンドが導入されているわけではない。オペレーターコマンドは、発売、初回稼動開始から一定期間後に、メーカーが店舗に一斉に通達したり発表したりする場合が多い。
オンラインに対応したアーケードゲームが登場してからは、ソフトウェアのオンラインを通してのアップデートの際に解禁されるケースも増えた。また、解禁とは別にアップデートで新たに配信される例も増えてきている。
なお、家庭用ゲームの場合はこのようなタイムリリースキャラクターは最初から解禁されているか、ゲームクリア回数などアーケード版とは別の条件で解禁されることが多い。タイムリリースと同様に累計プレイ時間や回数により解禁される例もある（その場合はメモリーカードやHDDなどのストレージへのセーブが必要になる）。
タイムリリースは特許公開2001－009162（ゲームシステム及び情報記憶媒体）で特許が出願されている（ただし、審査請求はなされていないため、特許とはなっていない）。→特許電子図書館サービス一覧

## タイムリリースが導入されたゲームの例

### アーケードゲーム
- 鉄拳シリーズ（2以降、5DR・6除く）（ナムコ） - 隠しキャラクターの解禁。初登場の『2』の初期バージョンでは「キャラクターの使用率が高いキャラクターの中ボス」が順々に解禁される仕組みだった。『2』のVer.Bと『3』以降はキャラクターの解禁順は一定となり、以後このシステムは鉄拳シリーズの代名詞となり、特許申請もされた。
- 私立ジャスティス学園（カプコン） - 隠れキャラクターの解禁、チーム制限の解除
- ストリートファイターZERO3（カプコン） - 隠しキャラクター、隠しモードが使用可能に（正確には一定以上の稼働時間が経過した状態の基板でロケーション向けに配布されたコマンドを入力する形）
- バトルトライスト （コナミ） - 隠しキャラクターの解禁

- 機動戦士Ζガンダム エゥーゴvs.ティターンズ（カプコン/バンプレスト） - 連邦vs.ジオンの機体が使用可能に。ただしプレイ時間による解禁のみで、最終段階（鹵獲ユニット解放）はパスワード入力のみ。プレイ時間での解禁が追いつかないロケーション向けにパスワードによる救済処置も行われた。以後のシリーズでは解禁はパスワードによるもののみとなっている。
- ソウルシリーズ（ナムコ） - 隠しキャラクター、追加モードが解禁。IIの追加モードについては稼働前に異例の事前告知がされていた。
- ライデンファイターズ2（セイブ開発） - 隠し機体「ライデンmk-β」「ブルージャベリン」「ミクラス」「スレイブ」「フェアリー」「ダークソード」が使用可能になる。
- ブレイジングスター（夢工房/SNK） - 前作に当たるパルスターの自機が追加で使用可能になる。
- DanceDanceRevolution X2（コナミ） - 隠し楽曲が、その曲名にちなんだ曜日や時間限定で解禁される（例:『FIRE FIRE』→毎週火曜日、『888』→午前8時、もしくは午後8時から59分間）。

### 家庭用ゲーム
- ストリートファイターZERO3（カプコン） - 特定の条件で解禁されるが、プレイ時間によっても解禁される。
- GUILTY GEAR XX（サミー） - 特定の条件で解禁されるが、プレイ時間によっても解禁される。
- pop'n musicシリーズ - アーケード版ではタイムリリースは採用されていないが、プレイステーション版及びプレイステーション2で発売された移植版ではタイムリリースが第1作目から搭載されている。蓄積されるのは楽曲の演奏時間のみ(長さが2分の曲を10回プレイで20分の計算)。[1]